# DSA-413
La DSA-413 es una carretera perteneciente a la Red Secundaria de la Diputación Provincial de Salamanca que une la carretera  N-620  con la localidad de Villarmayor.
Además, también pasa por las localidades de Canillas de Abajo, Sagos y La Mata de Ledesma.

## Origen y Destino
La carretera  DSA-413  tiene su origen en Calzada de Don Diego en la intersección con la carretera  N-620  y termina en la intersección con la carretera  CL-517  y  DSA-540  en Villarmayor formando parte de la Red de carreteras de Salamanca.